# Кобыкол
Кобыкол (каз. Қобыкол, до 1999 г. — Семёновка) — упразднённое село в Нуринском районе Карагандинской области Казахстана. Входило в состав Захаровского сельского округа. Ликвидировано в 2007 году.

## История
Село Горное (позже Семёновка) основано в 1908 году на участке Жутчукуль.

## Население
В 1999 году население села составляло 146 человек (79 мужчин и 67 женщин).